# Ariana (hop)
Ariana is een hopvariëteit, gebruikt voor het brouwen van bier.
Deze hopvariëteit is een “dubbeldoelhop”, bij het bierbrouwen gebruikt zowel voor zijn aromatische als zijn bittereigenschappen. Deze variëteit werd in 2014 ontwikkeld in het Hopfenforschungszentrum Hüll te Wolnzach, Beieren en kreeg oorspronkelijk de naam 2010/72/20 als proefras. Ariana is een kruising van een vrouwelijke Herkules-bitterhop en een wilde mannelijke variëteit.

## Kenmerken
- Alfazuur: 10 - 13%
- Bètazuur: 4,5 - 6%
- Eigenschappen: smaakprofiel: zwarte bes, perzik, tropisch fruit, bramen, peer en vanille